# Scherpemich
Scherpemich ist ein Ortsteil von Seelscheid in der Gemeinde Neunkirchen-Seelscheid im Rhein-Sieg-Kreis. 

## Lage
Der ehemals eigenständige Ort Scherpemich liegt abseits im Osten von Seelscheid auf den Hängen des Wahnbachtals. Im Norden liegt Stein, im Süden Gutmühle. Ehemalige Nachbarorte im Westen waren Leienkreuz und Kurtsiefen.

## Geschichte
1830 hatte Scherpemich 36 Einwohner. 1845 hatte der Hof 73 katholische und einen evangelischen Einwohner in 13 Häusern. 1888 gab es 44 Bewohner in elf Häusern.
Die Siedlung gehörte bis 1969 zur Gemeinde Seelscheid.